# Poebrodon
Poebrodon es un género extinto de camélidos prehistóricos que vivieron durante el Eoceno inferior. A pesar de ser el primer miembro conocido de la familia de los camellos, parece probable que  Poebrodon  no tuviera giba. Se han encontrado fósiles en Norteamérica. Se trataba de un animal pequeño, con un cuello corto y pequeñas pezuñas en cada uno de sus cuatro dedos. Como otros artiodáctilos del Terciario, tenía una protuberancia en forma de hoz en los dientes posteriores. Tenía un peso estimado de 7,40 kg.